# Kút (film)
A Kút 2016-ban bemutatott magyar film, amelyet Gigor Attila rendezett és írt.
A producere Pusztai Ferenc. A főszerepekben Jankovics Péter, Kovács Zsolt, Trokán Nóra, Kurta Niké és Tzafetás Roland láthatók. A zeneszerzője Kunert Péter. A film gyártója a KMH Film, forgalmazója a Vertigo Media. Műfaja filmdráma. 
Magyarországon 2016. szeptember 22-én mutatták be a mozikban.

## Cselekmény
Valahol az osztrák határ közelében a semmi közepén áll egy benzinkút. A környéken nincs élet, ami épp kapóra jön egy vállalkozónak, aki lányok svájci futtatásából él és a tranzitmegállóban nem hívja fel a lányokra a figyelmet. A gengszter megtartotta a kúton dolgozó öreg alkoholistát, Istvánt és két-három hetente a töltőállomás érintésével indítja útnak külföldre a kis háremét. A forró nyári semmittevésbe váratlanul toppan be István rég nem látott fia, akit az anyja hagy hátra a megdöbbent férfinak. Ugyanekkor a legújabb fuvar lerobban a benzinkúton és a Svájcba tartó lányok sofőrjeikkel napokra ott ragadnak Istvánnal és fiával. Az érzelmek mellett jól őrzött titkok is a felszínre törnek.

## Szereplők
| Szereplő  | Színész                    |
| --------- | -------------------------- |
| Laci      | Jankovics Péter            |
| Marcsi    | Kurta Niké                 |
| Zoli      | Tzafetás Roland            |
| István    | Kovács Zsolt               |
| Zsolt     | Horváth Csaba              |
| Hajni     | Trokán Nóra                |
| Dragica   | Irma Milovic               |
| Vera      | Pokorny Lia                |
| Mihály    | Pusztai Ferenc             |
| Dzsoni    | László Zsolt               |
| Magdolna  | Udvaros Dorottya           |
| Kinga     | Prohaszka Fanni            |
| Farkas    | Tóth Gyula                 |
| Rajmund   | Apáti Bence                |
| Csongor   | Pitz András                |
| Jenő      | Varga Tamás                |
| idős néni | Özv. Dudás Józsefné Marika |
| Vadász    | Bagota Béla                |
| Krissz    | Kocka                      |